# Маріус Трезор
Маріус Трезор (фр. Marius Trésor, нар. 15 січня 1950, Сент-Анн) — колишній французький футболіст, захисник.
Насамперед відомий виступами за «Олімпік» (Марсель), а також національну збірну Франції.
2004 року був включений до переліку «125 найкращих футболістів світу», складеного легендарним Пеле на прохання ФІФА з нагоди 100-річчя цієї організації.

## Клубна кар'єра
У дорослому футболі дебютував 1969 року виступами за «Аяччо», в якому провів три з половиною сезони, взявши участь у 93 матчах чемпіонату.
Своєю грою за цю команду привернув увагу представників тренерського штабу «Олімпіка», до складу якого приєднався 1972 року. Відіграв за команду з Марселя наступні сім з половиною сезонів своєї ігрової кар'єри. Більшість часу, проведеного у складі «Олімпіка», був основним гравцем захисту команди. За цей час виборов титул володаря Кубка Франції.
1980 року перейшов до клубу «Бордо», за який відіграв 4 сезони. Граючи у складі «Бордо» також здебільшого виходив на поле в основному складі команди. За цей час додав до переліку своїх трофеїв титул чемпіона Франції. Завершив професійну кар'єру футболіста виступами за команду «Бордо» у 1984 році.
За 15 сезонів у найвищій футбольній лізі Франції — Д1 — провів 440 матчів, забивши 12 голів.

### Клубна статистика. Чемпіонат та Кубок Франції. 1969-1984
| Сезон       | Клуб                | Ліга        | Чемпіонат  | Чемпіонат | Чемпіонат | Кубок Франції | Кубок Франції | Кубок Франції |
| ----------- | ------------------- | ----------- | ---------- | --------- | --------- | ------------- | ------------- | ------------- |
| Сезон       | Клуб                | Ліга        | Досягнення | Матчі     | Голи      | Досягнення    | Матчі         | Голи          |
| 1969-70     | «Аяччо»             | Д1          | 16*        | 12        | 0         | —             | —             | —             |
| 1970-71     | «Аяччо»             | Д1          | 6          | 34        | 0         | 1/32          | 1             | 0             |
| 1971-72     | «Аяччо»             | Д1          | 13         | 38        | 1         | 1/8           | 4             | 1             |
| 1972-73**   | «Аяччо»             | Д1          | 20         | 9         | 0         | —             | —             | —             |
| 1972-73**   | «Олімпік» (Марсель) | Д1          |            | 24        | 1         | 1/4           | 6             | 0             |
| 1973-74     | «Олімпік» (Марсель) | Д1          | 12         | 38        | 0         | 1/32          | 1             | 0             |
| 1974-75     | «Олімпік» (Марсель) | Д1          |            | 37        | 1         | 1/4           | 7             | 0             |
| 1975-76     | «Олімпік» (Марсель) | Д1          | 9          | 38        | 1         |               | 9             | 2             |
| 1976-77     | «Олімпік» (Марсель) | Д1          | 12         | 23        | 1         | —             | —             | —             |
| 1977-78     | «Олімпік» (Марсель) | Д1          | 4          | 35        | 4         | 1/4           | 6             | 0             |
| 1978-79     | «Олімпік» (Марсель) | Д1          | 12         | 25        | 0         | 1/4           | 6             | 1             |
| 1979-80     | «Олімпік» (Марсель) | Д1          | 19         | 34        | 0         | 1/32          | 1             | 0             |
| 1980-81     | «Бордо»             | Д1          |            | 25        | 0         | 1/4           | 3             | 0             |
| 1981-82     | «Бордо»             | Д1          | 4          | 37        | 2         | 1/4           | 7             | 0             |
| 1982-83     | «Бордо»             | Д1          |            | 19        | 0         | 1/8           | 1             | 0             |
| 1983-84     | «Бордо»             | Д1          |            | 12        | 1         | —             | —             | —             |
| Всього      | «Аяччо»             | Д1          | 4 сезони   | 93        | 1         | 2 старти      | 5             | 1             |
| Всього      | «Олімпік» (Марсель) | Д1          | 8 сезонів  | 254       | 8         | 7 стартів     | 36            | 3             |
| Всього      | «Бордо»             | Д1          | 4 сезони   | 93        | 3         | 3 старти      | 11            | 0             |
| ВСЬОГО в Д1 | ВСЬОГО в Д1         | ВСЬОГО в Д1 | 15 сезонів | 440       | 12        | 12 стартів    | 52            | 4             |

 * — у  сезоні 1969-70 «Аяччо» зайняв 16 місце і грав 4 матчі за право збереження місця в Д1. Результати тих ігор: з клубом «Олімпік» (Авіньйон), який був третім того року в Д2 — 4:0 та 0:2; з клубом «Нансі», який був другим в Д2 — 1:3 та 3:0. Хоча «Аяччо» зайняв непрохідне 3 місце, через розширення Д1, у наступному сезоні клуб зберіг прописку в елітному дивізіоні. Трезор зіграв усі ігри, не відзначившись в жодній. Ці матчі не враховані в даній таблиці
 ** — в сезоні 1972-73 років Трезор виступав за «Аяччо» з липня по жовтень, а решту сезону — за «Олімпік» (Марсель).

## Єврокубки
Маріус Трезор провів 6 сезонів у клубних турнірах УЄФА, зігравши  20 ігор, забивши 3 голи. Найкраще досягнення - 1/8 фіналу  Кубка УЄФА 1982-83 у складі «Бордо».
Три сезони він грав виступаючи за марсельців, а решту — за аквітанців.
Перший матч у євротурнірах провів 18 вересня 1973 року у розіграші Кубка УЄФА проти «Юніон Люксембург» у Люксембурзі. Французи звичайно перемогли — 5:0.
Через два тижні на «Велодромі» «Олімпік» довершив розгром люксембуржців — 7:1. Саме останню крапку у грі поставив Трезор, забивши, тим самим, і свій перший м'яч.
Інші два голи були забиті ісландському «Вікінґуру» у першому раунді Кубка УЄФА. Спочатку «Бордо» переміг у гостях — 4:0, а потім з таким же рахунком переміг і удома. Маріус відзначився у кожній грі.
Останній матч у єврокубках Трезор зіграв 28 вересня 1983 року в Лейпцигу проти місцевого «Локомотива» у матчі-відповіді 1/16 фіналу Кубка УЄФА. Французи програли — 0:4 і вибули з турніру.

### Статистика виступів у єврокубках
| Сезон             | Клуб                | Турнір        | Досягнення    | Матчі | Голи |
| ----------------- | ------------------- | ------------- | ------------- | ----- | ---- |
| 1973–74           | «Олімпік» (Марсель) | Кубок УЄФА    | 1/16 фіналу   | 4     | 1    |
| 1975—1976         | «Олімпік» (Марсель) | Кубок УЄФА    | 1/32 фіналу   | 2     | 0    |
| 1976-77           | «Олімпік» (Марсель) | Кубок кубків  | 1/16 фіналу   | 2     | 0    |
| 1981-82           | «Бордо»             | Кубок УЄФА    | 1/16 фіналу   | 4     | 2    |
| 1982-83           | «Бордо»             | Кубок УЄФА    | 1/8 фіналу    | 6     | 0    |
| 1983-84           | «Бордо»             | Кубок УЄФА    | 1/32 фіналу   | 2     | 0    |
| ВСЬОГО            | «Олімпік» (Марсель) | 3 євросезони  | 3 євросезони  | 8     | 1    |
| ВСЬОГО            | «Бордо»             | 3 євросезони  | 3 євросезони  | 12    | 2    |
| ВСЬОГО за кар'єру | ВСЬОГО за кар'єру   | 6 євросезонів | 6 євросезонів | 20    | 3    |

### Статистика по турнірам
| Турнір          | Сезони | Матчі | Голи |
| --------------- | ------ | ----- | ---- |
| Кубок чемпіонів | 0      | 0     | 0    |
| Кубок кубків    | 1      | 2     | 0    |
| Кубок УЄФА      | 5      | 18    | 3    |

## Виступи за збірну
Протягом кар'єри у національній команді, яка тривала 12 років, провів у формі головної команди країни 65 матчів, забивши 4 голи. У 22 іграх був її капітаном.
4 грудня 1971 року дебютував в офіційних матчах у складі національної збірної Франції. У матчі кваліфікаційного раунду чемпіонату Європи 1972 року у Софії Болгарія перемогла французів — 2:1.
Перший свій м'яч забив 13 жовтня 1974 року у Гельзенкірхені, у товариському матчі зі збірною Німеччини, який "сині" програли — 1:2.
Варто відзначити гол забитий на славнозвісній «Маракані» у ворота збірної Бразилії 30 червня 1977 року. Цей поєдинок був товариським — 2:2. А також гол у гостьовому матчі відбіркового турніру чемпіонату Європи 1980 року зі збірною Люксембургу 7 жовтня 1978 року — 3:0.
Останній м'яч забив 8 липня 1982 року у Севільї, у півфіналі чемпіонату світу 1982 року у ворота Тоні Шумахера, голкіпера збірної ФРН. Незважаючи на те, що він вивів свою команду вперед — 2:1, цей "хрестоматійний" матч завершився внічию — 3:3 у додатковий час, і поразкою Франції у серії пенальті — 4:5.
Останнім у формі "триколірних" став товариський матч зі збірною Югославії 12 листопада 1983 року у Загребі — 0:0.
9 жовтня 1976 року у кваліфікаційному матчі з Болгарією до чемпіонату світу 1978 року, який проходив у Софії, вивів "екіп де франс" (команду Франції) на поле з капітанською пов'язкою. Вперше уродженець заморського володіння удостоївся такої честі. Гра закінчилась внічию — 2:2.

### Статистика матчів за збірну
| Турнір           | Матчі | Перемоги | Нічиї | Поразки | Голи |
| ---------------- | ----- | -------- | ----- | ------- | ---- |
| Товариські матчі | 36    | 15       | 12    | 9       | 2    |
| Чемпіонат Європи | 0     | 0        | 0     | 0       | 0    |
| Кваліфікація ЧЄ  | 9     | 3        | 3     | 3       | 1    |
| Чемпіонат світу  | 10    | 4        | 2     | 4       | 1    |
| Кваліфікація ЧС  | 10    | 6        | 2     | 2       | 0    |
| ВСЬОГО           | 65    | 28       | 19    | 18      | 4    |

### На чемпіонатах світу та Європи
У складі збірної був учасником:
- чемпіонату світу 1978 року в Аргентині, на якому "триколірні" посіли 12-е місце;
- чемпіонату світу 1982 року в Іспанії, де французи зайняли 4-е місце.

В усіх трьох матчах чемпіонату світу в Аргентині 1978 року, та у двох (з австрійцями та поляками) іграх на іспанському "мундіалі" 1982 року був капітаном збірної Франції.
| Рік  | Турнір          | Місце | Матчі | Перемоги | Нічиї | Поразки | Голи |
| ---- | --------------- | ----- | ----- | -------- | ----- | ------- | ---- |
| 1978 | Чемпіонат світу | 12    | 3     | 1        | 0     | 2       | 0    |
| 1982 | Чемпіонат світу | 4     | 7     | 3        | 2     | 2       | 1    |

## Титули і досягнення

### Командні
- Володар Кубка Франції (1):

«Олімпік» (Марсель):  1975-76
- Чемпіон Франції (1):

«Бордо»:  1983-84

### Особисті
- Французький футболіст року: 1972
- Включений до ФІФА 100 (2004)